# Martyn Waghorn
Martyn Thomas Waghorn (* 23. Januar 1990 in South Shields) ist ein englischer Fußballspieler. Der Stürmer stand zuletzt bei Derby County unter Vertrag.

## Karriere

### Verein
Martyn Waghorn wurde in der Hafenstadt South Shields geboren. Er begann seine Karriere in unmittelbarer Nähe seines Geburtsortes beim AFC Sunderland. Bis zum Jahr 2007 spielte er in der Jugend des Vereins. Am 26. Dezember 2007 debütierte der 17-jährige Waghorn in der Profimannschaft der Blackcats bei einer 0:4-Heimniederlage gegen Manchester United. Bis zum Saisonende 2007/08 absolvierte er unter Roy Keane zwei weitere Spiele in der Premier League. In der folgenden Spielzeit 2008/09 spielte Waghorn einmal für Sunderland gegen den FC Chelsea am 1. November 2008. Zwei Wochen später wurde er für einen Monat an den englischen Zweitligisten Charlton Athletic verliehen. Einen Tag vor dem Ende der Leihe erzielte Waghorn sein erstes Profitor bei einem 2:2 gegen Derby County. Die Ausleihe wurde daraufhin bis zum 17. Januar 2009 verlängert. Am 6. August wurde Waghorn über die gesamte Saison 2009/10 an den englischen Zweitligisten Leicester City verliehen. In Leicester absolvierte er 43 von möglichen 46 Ligaspielen und war mit 12 Treffern vor Matty Fryatt, Andy King und Paul Gallagher bester Torschütze der Mannschaft. Zu Beginn der Saison 2010/11 kehrte Waghorn zunächst zurück nach Sunderland und absolvierte unter Steve Bruce zwei Ligaspiele. Am 31. August 2010 wechselte Waghorn für eine Ablösesumme von drei Millionen Pfund nach Leicester, nachdem Sunderland als Ersatz Asamoah Gyan verpflichten konnte. In seiner ersten Saison als fester Bestandteil der Mannschaft war Waghorn viermal in 30 Ligaspielen als Torschütze erfolgreich. Von September bis November 2011 spielte er Leihweise bei Hull City. In Leicester konnte er sich in der Folge keinen Stammplatz erkämpfen, sodass er von September bis Dezember 2013 ein weiteres Mal verliehen wurde, dieses Mal zum FC Millwall. Im Januar 2014 wechselte Waghorn zu Wigan Athletic. Im Juli 2015 wechselte Waghorn gemeinsam mit James Tavernier von Wigan nach Schottland zu den Glasgow Rangers und unterschrieb einen Dreijahresvertrag. Er debütierte für die Rangers fünf Tage nach seiner Verpflichtung in der 1. Runde des Challenge Cup gegen Hibernian Edinburgh und erzielte dabei zwei Tore. Am 27. September erzielte Waghorn gegen Greenock Morton den ersten Hattrick seiner Laufbahn. Bis zum 16. Februar 2016 erzielte Waghorn in 25 Ligaspielen 20 Tore, womit er maßgeblichen Anteil an der Zweitligameisterschaft hatte. Er war neben James Tavernier, Kenny Miller und Jason Holt einer von vier Spielern der Rangers, die mindestens zweistellig trafen. Waghorn wurde mit seinen zwanzig erzielten Toren Torschützenkönig. Am 16. Februar verletze sich Waghorn am Knie und fiel für die restliche Saison aus.
Im August 2017 wechselte Waghorn zu Ipswich Town und erzielte in der EFL Championship 2017/18 sechzehn Treffer für sein neues Team. Ein Jahr später schloss er sich Derby County an und verbrachte die folgenden drei Spielzeiten bei der Mannschaft aus den East Midlands. Seine beste Torausbeute gelang ihm in der Saison 2019/20 mit zwölf Ligatoren.
Nachdem sein Vertrag in Derby ausgelaufen war, unterschrieb der 31-Jährige im Sommer 2021 für zwei Jahre bei Coventry City. Da er nicht wie erhofft für seine neue Mannschaft zur Geltung kam, lieh ihn Coventry in der Rückrunde der Saison 2022/23 an den ebenfalls in der zweiten Liga spielenden Verein Huddersfield Town aus. Anfang August 2023 kehrte Martyn Waghorn zum inzwischen in der dritten Liga spielen Verein Derby County zurück.

### Nationalmannschaft
Martyn Waghorn spielte im Jahr 2009 zweimal für die Englische U-19 gegen Spanien und Bosnien und Herzegowina. In den Jahren 2011 und 2012 spielte er insgesamt fünfmal in der Englischen U-21 und erzielte dabei zwei Tore.

## Erfolge

### Im Verein
Mit den Glasgow Rangers:
- Scottish Championship: 2015/16
- Scottish League Challenge Cup: 2015/16

### Individuell
- Torschützenkönig: Scottish Championship 2015/16